# Reimerova–Tiemannova reakce
Reimerova–Tiemannova reakce je organická reakce používaná k o-formylaci fenolů za přítomnosti zásady; nejjednodušší variantou je přeměna fenolu na salicylaldehyd. Objevili ji Karl Reimer a Ferdinand Tiemann.

## Mechanismus
Chloroform (1) je deprotonován silnou zásadou (obvykle hydroxidem) za vzniku chloroformového karboaniontu (2), který se ihned alfa-eliminací přemění na dichlorkarben (3). Deprotonován je také fenol (4), ze kterého se vytvoří fenoxidový anion (5). Záporný náboj je delokalizován po benzenovém kruhu, což vede ke zvýšené nukleofilitě. Reakcí tohoto aniontu s dichlorkarbenem vznikne dichlormethylsubstituovaný fenol (7), z něhož se po zásadité hydrolýze stane konečný produkt (9).

### Selektivita
Karben (3) má díky dvěma atomům chloru, které odtahují elektrony, nízkou elektronovou hustotu a snadno tak reaguje s fenoxidem (5), který ji má vysokou. Díky tomu probíhá formylace převážně do polohy ortho.

## Podmínky reakce
Hydroxidy se v chloroformu nerozpouštějí, a tak reakce obvykle probíhá v dvoufázové soustavě. První fázi tvoří vodný roztok hydroxidu a druhou chloroform. Fáze se smíchají až při samotném provedení reakce, a to prudkým mícháním, pomocí katalyzátorů přenosu fáze nebo emulgačního činidla, jako je například 1,4-dioxan.
Ke spuštění reakce je potřeba zahřívání, ovšem je značně exotermní, a tak poté probíhá samovolně.

## Možnosti dalšího využití
Reimerova–Tiemannova reakce může být použita i u jiných aromatických hydroxysloučenin, například u naftolů.
Dichlorkarbeny mohou reagovat s alkeny za vzniku dichlorcyklopropanů a s aminy, kdy jsou produkty isokyanidy. Reimerova–Tiemannova reakce tak není dobře využitelná u substrátů obsahujících tyto skupiny. Mnoho sloučenin při zahřívání s hydroxidem také podléhá jiným reakcím.

## Srovnání s ostatními metodami
Přímou formylaci aromatických sloučenin lze provést také několika jinými postupy, mezi něž patří Gattermannova reakce, Gattermannova–Kochova reakce, Vilsmeierova–Haackova reakce a Duffova reakce; díky snadnosti a bezpečnosti provedení se však nejčastěji používá reakce Reimerova–Tiemannova, při které jako jediné z těchto reakcí není potřeba kyselé nebo bezvodé prostředí. Gattermannovu–Kochovu a Vilsmeierovu–Haackovu reakci navíc nelze provést u fenolů.

## Obměny
Pokud se v Reimerově–Tiemannově reakci chloroform nahradí tetrachlormethanem, tak budou vznikat fenolové kyseliny, například se místo salicylaldehydu vytvoří kyselina salicylová.